# Cantón de Chomérac
El cantón de Chomérac era una división administrativa francesa, que estaba situada en el departamento de Ardecha y la región de Ródano-Alpes.

## Composición
El cantón estaba formado por ocho comunas:
- Baix
- Chomérac
- Le Pouzin
- Rochessauve
- Saint-Bauzile
- Saint-Julien-en-Saint-Alban
- Saint-Lager-Bressac
- Saint-Symphorien-sous-Chomérac

## Supresión del cantón de Chomérac
En aplicación del Decreto n.º 2014-148 de 13 de febrero de 2014, el cantón de Chomérac fue suprimido el 22 de marzo de 2015 y sus 8 comunas pasaron a formar parte; seis del nuevo cantón de Le Pouzin y dos del nuevo cantón de Privas.